# Erateina subrufa
Erateina subrufa är en fjärilsart som beskrevs av Paul Dognin 1911. Erateina subrufa ingår i släktet Erateina och familjen mätare. Inga underarter finns listade i Catalogue of Life.